# Willis (Texas)
Willis is een plaats (city) in de Amerikaanse staat Texas, en valt bestuurlijk gezien onder Montgomery County.

## Demografie
Bij de volkstelling in 2000 werd het aantal inwoners vastgesteld op 3985.
In 2006 is het aantal inwoners door het United States Census Bureau geschat op 4258, een stijging van 273 (6,9%).

## Geografie
Volgens het United States Census Bureau beslaat de plaats een oppervlakte van
8,5 km², geheel bestaande uit land. Willis ligt op ongeveer 104 m boven zeeniveau.

## Plaatsen in de nabije omgeving
De onderstaande figuur toont nabijgelegen plaatsen in een straal van 24 km rond Willis.